# East St. Louis
East St. Louis é uma cidade localizada no estado americano de Illinois, no Condado de St. Clair.

## Demografia
Segundo o censo americano de 2000, a sua população era de 31 542 habitantes.

## Geografia
De acordo com o United States Census Bureau, a cidade tem uma área de 37,3 km², dos quais 36,4 km² (97,6%) são cobertos por terra e 0,9 km² (2,4%), por água.

## Localidades na vizinhança
O diagrama seguinte representa as localidades num raio de 8 km ao redor de East St. Louis.